# Dorothy Patten
Dorothy Patten (Chattanooga, Tennessee, 24 de enero de 1905–Nueva York, 11 de abril de 1975) fue una productora y actriz de teatro estadounidense.

## Biografía
Nacida en Chattanooga, Tennessee, en el seno de una familia adinerada, Patten quiso dedicarse al teatro. Tras la muerte de su madre en 1927, se fue a la ciudad de Nueva York y asistió a la Academia Estadounidense de Artes Dramáticas, debutando en el escenario en Isabel la Reina en 1929.
Patten estuvo vinculada sentimentalmente con la productora Cheryl Crawford en la década de 1930, quien, junto con Harold Clurman y Lee Strasberg, formaron The Group Theatre en 1931. Patten financió varios de los espectáculos del grupo y también actuó en varios de ellos. Patten y Crawford vivieron juntas y visitaron las casas familiares de cada una en Chattanooga y Akron.
Patten regresó a Chattanooga durante la Segunda Guerra Mundial para ayudar a su padre con su trabajo. Tras su muerte, ella donó la casa familiar a la Universidad de Tennessee en Chattanooga y se convirtió en filántropa de organizaciones artísticas y teatrales en Chattanooga. Las "Patten Performances" de la Universidad, financiadas con su subvención y que llevan su nombre, se llevan a cabo en dicha universidad. En 2009, se informó que habían llevado representaciones teatrales a más de 100.000 personas en Chattanooga y habían ganado casi un millón de dólares para la Universidad. 
Después de la ruptura de su relación con Crawford alrededor de 1937, Patten se vinculó con Cecelia McMahon, quien se convirtió en su compañera el rsto de su vida. Patten murió en Nueva York en 1975.

## Producciones destacadas
- Elizabeth the Queen
- Big Night
- Anastasia
- Men in White
- Subway Express
- Success Story
- Waiting for Lefty
- The House of Connelly